# Euroregion

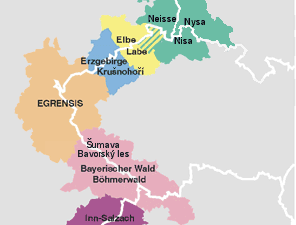
Euregiony s německou a českou účastí (částečně i polskou a rakouskou)

Pojem euroregion či evropský region (v jiných jazycích nazývaných též Euregio, EuRegion nebo Eurorregión apod.) označuje regionální formy spolupráce, zpravidla přes hranice evropských zemí. Euroregiony začaly v oblasti hospodářské spolupráce, dnes ale mají také za cíl sbližovat země Evropy ve společenském a kulturním životě.

## Status
Euroregiony nemají jednotnou „oficiální“ (úřední), nebo „centrální“ (státní, mezistátní) definici, toto označení používají jak společenství a spolky ve vyspělých regionech Evropy, tak programy na rozvoj jejích méně vyvinutých oblastí. A sice v nejrůznějších formách:
- veřejněprávní (státy, země, okresy, okrsky, obce)
- soukromé, občanskoprávní
- smíšené právní formy veřejných a soukromých organizací, public-private partenship (PPP)
- bez právně formální formy.

Rada Evropy upravuje pojem Euroregionu v tzv. Madridské dohodě z roku 1980, rámcové dohodě o spolupráci regionů Evropy přes hranice jednotlivých zemí . Ale ani v rámci RE není tato dohoda právně závazná .